# Hongshanyao
Hongshanyao (kinesiska: 红山窑) är en köping i nordvästra Kina. Den ligger i Yongchang härad i staden Jinchang i provinsen Gansu, omkring 320 kilometer nordväst om provinshuvudstaden Lanzhou. Antalet invånare är 25 416. Befolkningen består av 12 014 kvinnor och 13 402 män. Barn under 15 år utgör 19,0 %, vuxna 15-64 år 74 %, och äldre över 65 år 6,0 %.